# Chris Mitchell
Christopher John "Chris" Mitchell es un periodista australiano, editor en jefe del periódico The Australian entre 2002 y 2015. Empezó trabajando en el antiguo periódico de las tardes The Telegraph en el año 1973, y luego trabajó para The Townsville Bulletin, The Daily Telegraph y el Australian Financial Review, y para The Australian en 1992. Este último periódico es propiedad de Rupert Murdoch.
Mitchell estuvo casado con Liz Griffin y es padre de cuatro hijos, entre ellos el actor Luke Mitchell y el tenista profesional Benjamin Mitchell.